# GICONNECT
株式会社GICONNECT（GI CONNECT inc.）は、日本の持株会社。2010年1月14日設立。本社は埼玉県狭山市。

## 概要
元パリコレクション出演モデルの篠あけみが代表を務めるモデルスクール「クルールモデルスクール」を運営する為に、2010年1月14日に株式会社GODZIRAとして設立された。2013年3月に社名をGICONNECTへ改称。

## 役員構成
- 代表取締役会長：池田秀一（株式会社GIホールディングス代表取締役、株式会社エクセリング取締役）
- 代表取締役社長：高森昭勅

## 主なグループ企業
- 株式会社ジーアイ・ホールディングス（TV番組制作・イベント制作）
- 株式会社エクセリング（プロダクション業務・イベント制作）
- 株式会社タタミ（エコ業務）
- 株式会社ジーアイ・EHIME（映像制作・イベント制作業務）
- 合同会社Amphora（TV番組制作・リサーチ業務）

## 業務提携
- 株式会社CUTE（ガールズマーケティング／プロモーション）